# Cipro ai Giochi della XXXII Olimpiade
Cipro ha partecipato ai Giochi della XXXII Olimpiade, che si sono svolti a Tokyo, Giappone, dal 23 luglio all'8 agosto 2021 (inizialmente previsti dal 24 luglio al 9 agosto 2020 ma posticipati per la pandemia di COVID-19) con quindici atleti, nove uomini e sei donne.
Si è trattata dell'undicesima partecipazione di questo paese ai Giochi estivi.

## Delegazione
| Sport            | Uomini | Donne | Totale |
| ---------------- | ------ | ----- | ------ |
| Atletica leggera | 2      | 1     | 3      |
| Ciclismo         | 0      | 1     | 1      |
| Ginnastica       | 1      | 0     | 1      |
| Nuoto            | 1      | 1     | 2      |
| Tiro             | 3      | 1     | 4      |
| Vela             | 1      | 1     | 2      |
| Totale           | 9      | 6     | 15     |

## Atletica leggera
| Q | Qualificato al turno successivo per la posizione in qualificazione                                                           |
| q | Qualificato per il turno successivo per ripescaggio o, negli eventi su campo, conquistando la misura minima per qualificarsi |

Maschile
Eventi su pista e strada
| Atleta          | Evento             | Batteria  | Batteria  | Semifinale | Semifinale | Finale          | Finale          |
| Atleta          | Evento             | Risultato | Posizione | Risultato  | Posizione  | Risultato       | Posizione       |
| --------------- | ------------------ | --------- | --------- | ---------- | ---------- | --------------- | --------------- |
| Milan Trajkovic | 110 metri ostacoli | 13"59     | 4° Q      | 14"01      | 8°         | non qualificato | non qualificato |

Eventi su campo
| Atleta             | Evento           | Qualifica | Qualifica | Finale          | Finale          |
| Atleta             | Evento           | Misura    | Posizione | Misura          | Posizione       |
| ------------------ | ---------------- | --------- | --------- | --------------- | --------------- |
| Apostolos Parellīs | Lancio del disco | 62.11     | 17°       | non qualificato | non qualificato |

Femminile
Eventi su pista e strada
| Atleta         | Evento      | Batteria  | Batteria  | Semifinale | Semifinale | Finale          | Finale          |
| Atleta         | Evento      | Risultato | Posizione | Risultato  | Posizione  | Risultato       | Posizione       |
| -------------- | ----------- | --------- | --------- | ---------- | ---------- | --------------- | --------------- |
| Eleni Artymata | 400 m piani | 51"91     | 5ª q      | 50"80      | 5ª         | non qualificata | non qualificata |

## Ciclismo

### Ciclismo su strada
| Atleta             | Evento                   | Tempo | Posizione |
| ------------------ | ------------------------ | ----- | --------- |
| Antri Christoforou | Corsa in linea femminile | dnf   | –         |

## Ginnastica artistica
Maschile
Individuale
| Atleta          | Evento               | Qualificazione | Qualificazione | Qualificazione | Qualificazione | Qualificazione | Qualificazione | Qualificazione | Qualificazione | Finale          | Finale          | Finale          | Finale          | Finale          | Finale          | Finale          | Finale          |
| Atleta          | Evento               | Attrezzo       | Attrezzo       | Attrezzo       | Attrezzo       | Attrezzo       | Attrezzo       | Totale         | Posizione      | Attrezzo        | Attrezzo        | Attrezzo        | Attrezzo        | Attrezzo        | Attrezzo        | Totale          | Posizione       |
| Atleta          | Evento               | CL             | C              | A              | V              | P              | S              | Totale         | Posizione      | CL              | C               | A               | V               | P               | S               | Totale          | Posizione       |
| --------------- | -------------------- | -------------- | -------------- | -------------- | -------------- | -------------- | -------------- | -------------- | -------------- | --------------- | --------------- | --------------- | --------------- | --------------- | --------------- | --------------- | --------------- |
| Mários Geōrgíou | Concorso individuale | 13.466         | 10.666         | 12.766         | 14.100         | 13.666         | 14.333         | 78.997         | 50º            | non qualificato | non qualificato | non qualificato | non qualificato | non qualificato | non qualificato | non qualificato | non qualificato |

## Nuoto
| Atleta           | Gara                             | Batterie | Batterie | Semifinali      | Semifinali      | Finale          | Finale          |
| Atleta           | Gara                             | Tempo    | Pos.     | Tempo           | Pos.            | Tempo           | Pos.            |
| ---------------- | -------------------------------- | -------- | -------- | --------------- | --------------- | --------------- | --------------- |
| Nikolas Antoniou | 50 metri stile libero maschili   | 23.38    | 45°      | non qualificato | non qualificato | non qualificato | non qualificato |
| Nikolas Antoniou | 100 metri stile libero maschili  | 50.00    | 40°      | non qualificato | non qualificato | non qualificato | non qualificato |
| Kalia Antoniou   | 50 metri stile libero femminili  | 25.41    | =27ª     | non qualificata | non qualificata | non qualificata | non qualificata |
| Kalia Antoniou   | 100 metri stile libero femminili | 55.38    | 29ª      | non qualificata | non qualificata | non qualificata | non qualificata |

## Tiro a segno/volo
| Atleta                | Evento          | Qualificazione | Qualificazione | Finale          | Finale          |
| Atleta                | Evento          | Punteggio      | Classifica     | Punteggio       | Classifica      |
| --------------------- | --------------- | -------------- | -------------- | --------------- | --------------- |
| Georgios Achilleos    | Skeet maschile  | 122            | 9°             | non qualificato | non qualificato |
| Dimitris Konstantinou | Skeet maschile  | 121            | 12°            | non qualificato | non qualificato |
| Andreas Makri         | Trap maschile   | 117            | 28°            | non qualificato | non qualificato |
| Andri Eleftheriou     | Skeet femminile | 119            | 7°             | non qualificata | non qualificata |

## Vela
M è la Medal race, si qualificano solo i primi 10 della classifica dopo le prime regate.
| Atleta           | Evento                 | Regata | Regata | Regata | Regata | Regata | Regata | Regata | Regata | Regata | Regata | Regata | Regata | Regata | Punteggio Totale | Punteggio Netto | Classifica |
| Atleta           | Evento                 | 1      | 2      | 3      | 4      | 5      | 6      | 7      | 8      | 9      | 10     | 11     | 12     | M      | Punteggio Totale | Punteggio Netto | Classifica |
| ---------------- | ---------------------- | ------ | ------ | ------ | ------ | ------ | ------ | ------ | ------ | ------ | ------ | ------ | ------ | ------ | ---------------- | --------------- | ---------- |
| Pavlos Kontidīs  | Laser maschile         | 4      | 7      | 5      | 1      | 20     | 1      | 36 RET | 6      | 8      | 24     | N.D.   | N.D.   | 12     | 124              | 88              | 4°         |
| Andreas Cariolou | RS:X maschile          | 18     | 20     | 15     | 6      | 9      | 7      | 11     | 8      | 17     | 3      | 10     | 14     | -      | 138              | 118             | 12°        |
| Natasa Lappa     | RS:X femminile         | 24     | 25     | 26     | 19     | 17     | 22     | 20     | 20     | 18     | 12     | 22     | 19     | -      | 244              | 218             | 21°        |
| Marilena Makri   | Laser Radial femminile | 8      | 30     | 26     | 27     | 22     | 31     | 25     | 23     | 39     | 35     | N.D.   | N.D.   | -      | 266              | 227             | 33°        |